# Heterothele darcheni
Heterothele darcheni là một loài nhện trong họ Theraphosidae.
Loài này thuộc chi Heterothele. Heterothele darcheni được Pierre L. G. Benoit miêu tả năm 1966.